# 京都大学体育会ボート部
京都大学体育会ボート部（きょうとだいがくたいいくかいボートぶ）は、京都大学体育会に属するボート競技の部活動である。
ブレードカラーの濃青は、イギリスのオックスフォード大学のスクールカラーに因む。
これは、第一回対東京大学定期戦で、イギリスの2大大学であるオックスフォード大学とケンブリッジ大学のそれぞれのブレードカラーが濃青(ダークブルー)、淡青(ライトブルー)のどちらを両校のブレードカラーにするかくじ引きで決めたことによる。
また、濃青は京都大学体育会のカラーにもなっているほか、ボート部のOB組織は「濃青会」と称せられている。

## 歴史
- 1906年（明治39年）　創部
- 1936年（昭和11年）　艇庫完成
- 2007年（平成19年）　新艇庫・新合宿所完成

## 定期戦
- 対東京大学　対戦成績　京大25勝　東大36勝　無勝負1

## 合宿所
大津市蛍谷2-24　京都大学ボート部合宿所（石山艇庫）

## 主な戦績
- 1954年　全日本選手権　8+　4位
- 1955年　全日本選手権　8+　3位
- 1960年　全日本選手権　8+　準優勝
- 1964年　OX盾レガッタ　8+　優勝
- 1966年　朝日レガッタ　8+　優勝、中日本レガッタ　8+　優勝、全日本選手権　8+　4位
- 1975年　全日本大学選手権　8+　4位
- 1983年　全日本大学選手権　8+　5位、全日本軽量級選手権　8+　準優勝
- 1984年　朝日レガッタ　8+　優勝、全日本軽量級選手権　8+　準優勝
- 1989年　全日本新人選手権　8+　4位
- 1990年　全日本大学選手権　8+　5位、全日本軽量級選手権　8+　4位
- 1991年　全日本軽量級選手権　準優勝、全日本新人選手権　8+　5位
- 1994年　全日本大学選手権　8+　6位
- 1995年　全日本大学選手権　2+　優勝
- 2001年　全日本大学選手権　1×　3位
- 2005年　全日本大学選手権　8+　6位
- 2006年　全日本選手権　2+　優勝　2-　4位、全日本軽量級選手権　8+　5位、全日本大学選手権　8+　5位　2+　4位
- 2007年　全日本選手権　4+　準優勝　2+　準優勝　2-　3位、全日本軽量級選手権　8+　5位、全日本大学選手権　8+　準優勝　2+　3位　1×　4位
- 2008年　全日本大学選手権　8+　6位　1×　準優勝
- 2020年　全日本大学選手権　2-　優勝
- 2020年　全日本選手権　2-　準優勝